# جيني بوند
جيني بوند (بالإنجليزية: Jennie Bond)‏ هي مقدمة تلفزيونية وصحفية بريطانية، ولدت في 19 أغسطس 1950 في هيتشن في المملكة المتحدة.

## وصلات خارجية
- جيني بوند على موقع IMDb (الإنجليزية)
- جيني بوند على موقع ميوزك برينز (الإنجليزية)
- جيني بوند على موقع قاعدة بيانات الفيلم (الإنجليزية)